# Démographie de l'Yonne
La démographie de l'Yonne est caractérisée par une faible densité, une population vieillissante et qui se redresse faiblement depuis les années 1920.
Avec ses 333 896 habitants en 2022, le département français de l'Yonne se situe en 69e position sur le plan national.
En six ans, de 2015 à 2021, sa population a diminué de près de 7 550 unités, c'est-à-dire de plus ou moins 1 260 personnes par an. Mais cette variation est différenciée selon les 423 communes que comporte le département.

Carte des densités de population des départements métropolitains de France en 2007. Avec 46 hab./km², La densité de l'Yonne est égale à la moitié de celle de la France entière qui est de 100,5 pour la même année.

La densité de population de l'Yonne, 45 habitants par kilomètre carré en 2022, est deux fois inférieure à celle de la France entière qui est de 107,1 hab./km2 pour la même année.

## Évolution démographique du département de l'Yonne
Le département de l'Yonne est créé par décret du 4 mars 1790. Il comporte alors sept districts (Auxerre, Sens, Joigny, Saint-Fargeau, Avallon, Tonnerre et Saint-Florentin). Le premier recensement sera réalisé en 1801 et ce dénombrement, reconduit tous les cinq ans à partir de 1821, permettra de connaître plus précisément l'évolution des territoires.
Avec 352 487 habitants en 1831, le département représente 1,8 % de la population française, qui est alors de 32 569 000 habitants. De 1831 à 1866 où il atteint son apogée, il va gagner 20 102 habitants, soit une augmentation de 0,16 % moyen par an, très inférieur au taux d'accroissement national de 0,48 % sur cette même période.
L'évolution démographique entre la Guerre franco-prussienne de 1870 et la Première Guerre mondiale est opposée à celle au niveau national. Sur cette période, la population baisse de 59 719 habitants, soit une baisse de -16 % alors qu'on constate un accroissement de 10 % au niveau national. La population continue à baisser de 0,52 %  pour la période de l'entre-deux guerres courant de 1921 à 1936 alors qu'elle croit au niveau national de 6,9 % pour la France entière.
À l'instar des autres départements français, l'Yonne va ensuite connaître un essor démographique après la Seconde Guerre mondiale, mais moindre qu'au niveau national. Le taux d'accroissement démographique entre 1946 et 2007 est de 28,35 % alors qu'il est de 57 % au niveau national.
À titre de perspective, il apparaît en 2010, selon une étude de l'Insee, qu'une tranche nord-ouest/sud-ouest se dessine parmi les territoires qui connaîtraient un rythme de croissance démographique entre le Gâtinais-Bourgogne et entre Cure et Yonne, au sud de l'agglomération Auxerroise. Cependant, en termes de nouveaux habitants, les territoires Gâtinais-Bourgogne et Yonne Nord connaîtraient la plus forte augmentation de tout le département : en moyenne, plus de 330 nouveaux habitants par an dans Yonne Nord, 215 dans le Gâtinais-Bourgogne.
Le Tonnerrois connaît une perte de population, perte beaucoup plus significative dans la commune de Tonnerre qu'ailleurs, confirmant les pertes de vitesse constatées depuis 1990.
Dans le Pays Avallonnais, il y a une diversité de situations. La partie nord du Pays, sous l'influence d'Auxerre, tendrait à connaître un taux annuel de croissance démographique plus important que le reste des territoires intercommunaux de ce Pays. Une croissance des communes périphériques de l'intercommunalité Avallonnaise serait également observée. Les autres territoires intercommunaux connaîtraient une croissance assez modérée de la population. 
En 2022, le département comptait 333 896 habitants, en évolution de −1,95 % par rapport à 2016 (France hors Mayotte : +2,11 %).
| 1791 | 1801    | 1806    | 1821    | 1826    | 1831    | 1836    | 1841    | 1846    |
| ---- | ------- | ------- | ------- | ------- | ------- | ------- | ------- | ------- |
| -    | 320 596 | 326 548 | 332 905 | 342 116 | 352 487 | 355 237 | 362 961 | 374 856 |

| 1851    | 1856    | 1861    | 1866    | 1872    | 1876    | 1881    | 1886    | 1891    |
| ------- | ------- | ------- | ------- | ------- | ------- | ------- | ------- | ------- |
| 381 133 | 368 901 | 370 305 | 372 589 | 363 608 | 359 070 | 357 029 | 355 364 | 344 688 |

| 1896    | 1901    | 1906    | 1911    | 1921    | 1926    | 1931    | 1936    | 1946    |
| ------- | ------- | ------- | ------- | ------- | ------- | ------- | ------- | ------- |
| 332 656 | 321 062 | 315 199 | 303 889 | 273 118 | 277 230 | 275 755 | 271 685 | 266 014 |

| 1954    | 1962    | 1968    | 1975    | 1982    | 1990    | 1999    | 2006    | 2011    |
| ------- | ------- | ------- | ------- | ------- | ------- | ------- | ------- | ------- |
| 266 410 | 269 826 | 283 376 | 299 851 | 311 019 | 323 096 | 333 221 | 340 088 | 342 463 |

| 2016    | 2021    | 2022    | - | - | - | - | - | - |
| ------- | ------- | ------- | - | - | - | - | - | - |
| 340 544 | 333 385 | 333 896 | - | - | - | - | - | - |

## Population par divisions administratives

### Arrondissements
Le département de l'Yonne comporte trois arrondissements. La population se concentre principalement sur l'arrondissement d'Auxerre, qui recense 48 % de la population totale du département en 2022, avec une densité de 47,2 hab./km2, contre 39 % pour l'arrondissement de Sens et 12 % pour celui d'Avallon.
| Arrondissement  | Population(2022) | Variation(2022/2016)                       | Superficie(km2) | Densité(hab./km2) |
| --------------- | ---------------- | ------------------------------------------ | --------------- | ----------------- |
| Auxerre         | 161 906          | en évolution de −2,46 % par rapport à 2016 | 3 431,8         | 47,2              |
| Sens            | 131 321          | en évolution de −0,04 % par rapport à 2016 | 1 916,8         | 68,5              |
| Avallon         | 40 669           | en évolution de −5,83 % par rapport à 2016 | 2 078,8         | 19,6              |
| Source : Insee. |                  |                                            |                 |                   |

### Communes de plus de5 000 habitants
Sur les 423 communes que comprend le département de l'Yonne, 24 ont en 2021 une population municipale supérieure à 2 000 habitants, six ont plus de 5 000 habitants et deux ont plus de 10 000 habitants : Auxerre et Sens.
Les évolutions respectives des communes de plus de 5 000 habitants sont présentées dans le tableau ci-après.
| Commune              | Population(2022) | Variation(2022/2016)                       | Superficie(km2) | Densité(hab./km2) |
| -------------------- | ---------------- | ------------------------------------------ | --------------- | ----------------- |
| Auxerre              | 35 236           | en évolution de +1,12 % par rapport à 2016 | 49,95           | 705,4             |
| Sens                 | 27 275           | en évolution de +5,26 % par rapport à 2016 | 21,9            | 1 245,4           |
| Joigny               | 9 055            | en évolution de −8,07 % par rapport à 2016 | 46,67           | 194               |
| Migennes             | 6 878            | en évolution de −3,97 % par rapport à 2016 | 16,58           | 414,8             |
| Avallon              | 6 346            | en évolution de −5,96 % par rapport à 2016 | 26,75           | 237,2             |
| Villeneuve-sur-Yonne | 5 130            | en évolution de −2,45 % par rapport à 2016 | 40              | 128,3             |
| Source : Insee.      |                  |                                            |                 |                   |

## Population par zones statistiques

### Aires urbaines
Les principales aires urbaines de l'Yonne sont celle d'Auxerre (27 % de la population départementale) et de Sens (18 % de la population départementale), même si une part croissante du département se voit englobée dans l'aire urbaine de Paris (5 % de la population départementale).  
|    | Aire urbaine          | Population 2013 | Population 2008 | Population 1999 | Variation 2013 - 2008 | Nb. de communes 2010 | Nb. de communes 1999 |
| -- | --------------------- | --------------- | --------------- | --------------- | --------------------- | -------------------- | -------------------- |
| 1  | Auxerre               | 92 209          | 92 606          | 90 051          | - 0,4 %               | 73                   | 60                   |
| 2  | Sens                  | 62 417          | 62 091          | 56 700          | + 0,5 %               | 46                   | 40                   |
| 3  | Paris                 | 16 673          | 0               | 0               | 0                     | 15                   | 0                    |
| 4  | Avallon               | 16 047          | 16 152          | 16 003          | - 0,6 %               | 37                   | 33                   |
| 5  | Migennes              | 11 810          | 12 494          | 13 272          | - 5,8 %               | 4                    | 4                    |
| 6  | Joigny                | 9 690           | 10 403          | 12 344          | - 7,4 %               | 1                    | 6                    |
| 7  | Tonnerre              | 6 768           | 7 143           | ?               | - 5,5 %               | 8                    | ?                    |
| 8  | Saint-Florentin       | 5 571           | 5 807           | ?               | - 4,2 %               | 3                    | ?                    |
| 9  | Saint-Julien-du-Sault | 2 796           | 2 786           | ?               | + 0,3 %               | 2                    | ?                    |
| 10 | Toucy                 | 2 726           | 2 675           | ?               | + 1,9 %               | 1                    | ?                    |

### Unités urbaines
|    | Unité urbaine         | Nombre de communes (2010) | Population (2015) | Variation annuelle 2010-2015 | Pop. (2010) | Variation annuelle 2010-1999 | Pop. (1999) | Variation annuelle 1990-1999 | Pop. (1990) |
| -- | --------------------- | ------------------------- | ----------------- | ---------------------------- | ----------- | ---------------------------- | ----------- | ---------------------------- | ----------- |
| 1  | Auxerre               | 3                         | 41 853            | −0,74 %                      | 43 467      | −0,34 %                      | 45 171      | −0,26 %                      | 46 244      |
| 2  | Sens                  | 6                         | 37 683            | 0,79 %                       | 36 243      | −0,40 %                      | 37 931      | 0,15 %                       | 37 440      |
| 3  | Migennes              | 4                         | 11 971            | −0,43 %                      | 12 233      | −0,71 %                      | 13 272      | −0,04 %                      | 13 321      |
| 4  | Joigny                | 1                         | 9 580             | −1,31 %                      | 10 249      | 0,20 %                       | 10 032      | 0,38 %                       | 9 697       |
| 5  | Avallon               | 1                         | 6 807             | −1,22 %                      | 7 248       | −1,07 %                      | 8 217       | −0,52 %                      | 8 617       |
| 6  | Tonnerre              | 2                         | 5 337             | −1,80 %                      | 5 864       | −0,99 %                      | 6 583       | −0,04 %                      | 6 605       |
| 7  | Villeneuve-sur-Yonne  | 1                         | 5 299             | 0,02 %                       | 5 295       | −0,18 %                      | 5 404       | 0,77 %                       | 5 054       |
| 8  | Saint-Florentin       | 1                         | 4 505             | −1,12 %                      | 4 771       | −1,55 %                      | 5 748       | −1,18 %                      | 6 433       |
| 9  | Villeneuve-la-Guyard  | 1                         | 3 423             | 1,62 %                       | 3 166       | 2,08 %                       | 2 576       | 0,93 %                       | 2 377       |
| 10 | Pont-sur-Yonne        | 1                         | 3 420             | 1,16 %                       | 3 232       | 0,28 %                       | 3 134       | −0,27 %                      | 3 212       |
| 11 | Appoigny              | 1                         | 3 154             | 0,12 %                       | 3 135       | 0,44 %                       | 2 991       | 0,95 %                       | 2 755       |
| 12 | Brienon-sur-Armançon  | 1                         | 3 152             | 0,08 %                       | 3 140       | 0,20 %                       | 3 071       | 0,52 %                       | 2 934       |
| 13 | Saint-Julien-du-Sault | 2                         | 2 825             | 0,34 %                       | 2 778       | 0,21 %                       | 2 715       | 0,86 %                       | 2 520       |
| 14 | Toucy                 | 1                         | 2 732             | 0,79 %                       | 2 628       | 0,09 %                       | 2 602       | 0,05 %                       | 2 590       |

| Auxerre Sens Migennes Joigny Avallon Tonnerre Villeneuve-sur-Yonne Saint-Florentin Villeneuve-la-G. Pont-sur-Y. Appoigny Brienon-sur-A. Saint-Julien-du-S. Toucy |

## Structures des variations de population

### Soldes naturels et migratoires depuis 1968
La variation annuelle moyenne déjà très faible depuis les années 1970, n'a cessé de diminuer, passant de 0,8 à −0,4 %
Le solde naturel annuel qui est la différence entre le nombre de naissances et le nombre de décès enregistrés au cours d'une même année diminue et devient négatif, passant de 0,1 à −0,3 %. La baisse du taux de natalité, qui passe de 15,4 à 9,7 ‰, n'est en fait pas compensée par une baisse du taux de mortalité, qui parallèlement passe de 14,5 à 12,6 ‰.
Le flux migratoire diminue également, le taux annuel passant de 0,7 à −0,1 %.
| Indicateurs démographiques                       | 1968 à1975 | 1975 à1982 | 1982 à1990 | 1990 à1999 | 1999 à2010 | 2010 à2015 | 2015 à2021 |
| ------------------------------------------------ | ---------- | ---------- | ---------- | ---------- | ---------- | ---------- | ---------- |
| Variation annuelle moyenne de la population en % | 0,8        | 0,5        | 0,5        | 0,3        | 0,3        | -0,1       | -0,4       |
| - due au solde naturel en %                      | 0,1        | -0,0       | -0,0       | -0,1       | -0,0       | -0,1       | -0,3       |
| - due au solde apparent des entrées sorties en % | 0,7        | 0,5        | 0,5        | 0,4        | 0,3        | -0,0       | -0,1       |
| Taux de natalité en ‰                            | 15,4       | 13,3       | 12,8       | 11,6       | 11,6       | 10,9       | 9,7        |
| Taux de mortalité en ‰                           | 14,5       | 13,5       | 12,9       | 12,2       | 11,8       | 11,5       | 12,6       |
| Source : Insee.                                  |            |            |            |            |            |            |            |

### Mouvements naturels sur la période 2014-2022
En 2014, 3 621 naissances ont été dénombrées contre 3 892 décès. Le nombre annuel des naissances a diminué depuis cette date, passant à 2 990 en 2022, indépendamment à une augmentation, mais relativement faible, du nombre de décès, avec 4 715 en 2022. Le solde naturel est ainsi négatif et diminue, passant de -271 à −1 725.
Pour des raisons techniques, il est temporairement impossible d'afficher le graphique qui aurait dû être présenté ici.

## Densité de population
La densité de population est en stagnation depuis 1968, en cohérence avec la stabilité de la population.
En 2021, la densité était de 44,9 hab./km2.
| 1968 |  | 38.2 |  |

| 1975 |  | 40.4 |  |

| 1982 |  | 41.9 |  |

| 1990 |  | 43.5 |  |

| 1999 |  | 44.9 |  |

| 2010 |  | 46.1 |  |

| 2015 |  | 45.9 |  |

| 2021 |  | 44.9 |  |

## Répartition par sexes et tranches d'âges
La population du département est plus âgée qu'au niveau national.
En 2021, le taux de personnes d'un âge inférieur à 30 ans s'élève à 30,9 %, soit en dessous de la moyenne nationale (35,1 %). À l'inverse, le taux de personnes d'âge supérieur à 60 ans est de 31,9 % la même année, alors qu'il est de 26,6 % au niveau national.
En 2021, le département comptait 162 572 hommes pour 170 813 femmes, soit un taux de 51,24 % de femmes, légèrement inférieur au taux national (51,61 %).
Les pyramides des âges du département et de la France s'établissent comme suit.
| Hommes | Classe d’âge | Femmes |
| ------ | ------------ | ------ |
| 0,9    | 90 ou +      | 2,5    |
| 8,5    | 75-89 ans    | 11,2   |
| 20,1   | 60-74 ans    | 20,5   |
| 20,5   | 45-59 ans    | 20     |
| 17,2   | 30-44 ans    | 16,7   |
| 15,1   | 15-29 ans    | 13     |
| 17,7   | 0-14 ans     | 16     |

| Hommes | Classe d’âge | Femmes |
| ------ | ------------ | ------ |
| 0,7    | 90 ou +      | 1,9    |
| 7,0    | 75-89 ans    | 9,5    |
| 16,6   | 60-74 ans    | 17,5   |
| 20,0   | 45-59 ans    | 19,5   |
| 18,8   | 30-44 ans    | 18,3   |
| 18,3   | 15-29 ans    | 16,7   |
| 18,6   | 0-14 ans     | 16,7   |

## Répartition par catégories socioprofessionnelles
La catégorie socioprofessionnelle des retraités est surreprésentée par rapport au niveau national. Avec 33 % en 2021, elle est 6,2 points au-dessus du taux national (26,8 %). La catégorie socioprofessionnelle des cadres et professions intellectuelles supérieures est quant à elle sous-représentée par rapport au niveau national. Avec 5,4 % en 2021, elle est 4,7 points en dessous du taux national (10,1 %).
| Catégorie socioprofessionnelle                    | 2015    | 2015 | 2021    | 2021 | Détails de l'année 2021 | Détails de l'année 2021 | Détails de l'année 2021            | Détails de l'année 2021            | Détails de l'année 2021            |
| Catégorie socioprofessionnelle                    | Nb      | %    | Nb      | %    | Hommes                  | Femmes                  | Part en % de la population âgée de | Part en % de la population âgée de | Part en % de la population âgée de |
| Catégorie socioprofessionnelle                    | Nb      | %    | Nb      | %    | Hommes                  | Femmes                  | 15 à 24 ans                        | 25 à 54 ans                        | 55 ans ou +                        |
| ------------------------------------------------- | ------- | ---- | ------- | ---- | ----------------------- | ----------------------- | ---------------------------------- | ---------------------------------- | ---------------------------------- |
| Agriculteurs exploitants                          | 4 192   | 1,5  | 3 568   | 1,3  | 2 728                   | 840                     | 0,3                                | 1,9                                | 1,0                                |
| Artisans, commerçants, chefs d'entreprise         | 9 673   | 3,4  | 10 071  | 3,6  | 7 024                   | 3 047                   | 0,7                                | 6,0                                | 2,3                                |
| Cadres et professions intellectuelles supérieures | 13 898  | 5,0  | 14 983  | 5,4  | 8 792                   | 6 191                   | 0,8                                | 9,5                                | 2,9                                |
| Professions intermédiaires                        | 34 099  | 12,2 | 34 022  | 12,3 | 14 980                  | 19 042                  | 7,7                                | 22,3                               | 4,3                                |
| Employés                                          | 45 659  | 16,3 | 42 381  | 15,3 | 9 558                   | 32 823                  | 16,1                               | 25,1                               | 6,2                                |
| Ouvriers                                          | 43 062  | 15,4 | 41 689  | 15,0 | 32 617                  | 9 072                   | 18,9                               | 24,8                               | 5,2                                |
| Retraités                                         | 92 452  | 33,0 | 91 472  | 33,0 | 42 063                  | 49 409                  | 0,0                                | 0,2                                | 70,7                               |
| Autres personnes sans activité professionnelle    | 37 388  | 13,3 | 39 245  | 14,1 | 16 145                  | 23 100                  | 55,5                               | 10,3                               | 7,3                                |
| Ensemble                                          | 280 424 | 100  | 277 431 | 100  | 133 907                 | 143 524                 | 100                                | 100                                | 100                                |
| Sources : Insee,.                                 |         |      |         |      |                         |                         |                                    |                                    |                                    |